# Gerhard Piaskowy
Gerhard Piaskowy (* 15. Oktober 1943 in Berlin) ist ein ehemaliger deutscher Berufsboxer, der Europameister und deutscher Meister im Halbmittelgewicht, seiner Gewichtsklasse, wurde.

## Laufbahn
Gerhard Piaskowy bestritt seinen ersten Profikampf am 14. Mai 1964. Am 17. Februar 1968 wurde er durch einen K.-o.-Sieg in der elften Runde gegen Reinhard Dampmann deutscher Meister im Halbmittelgewicht und verteidigte den Titel anschließend drei Mal.
Europameister wurde er in dieser Gewichtsklasse am 16. Juli 1969 durch einen Punktsieg über den Italiener Remo Golfarini. Seinen einzigen Weltmeisterschaftskampf verlor er am 20. März 1970 gegen den US-amerikanischen WBC- und WBA-Weltmeister Freddie Little in Berlin im Halbmittelgewicht über fünfzehn Runden nach Punkten.

## Sonstiges
Nach seiner aktiven Laufbahn betätigte Piaskowy sich als Spieleautor. Unter anderem entwickelte er neuartige vierseitige Würfel, die er sich patentieren ließ.